# Phellipe Haagensen
Phellipe Haagensen född 26 juni 1984 i Rio de Janeiro, Brasilien, brasiliansk skådespelare.

## Filmografi (i urval)
- 2002 - Cidade de Deus
- 2004 - Irmãos de Fé
- 2003 - Diabo a Quatro